# Miraflores (Bellavista de la Unión)
Miraflores es un centro poblado peruano ubicado en el distrito de Bellavista de la Unión, perteneciente a la provincia de Sechura del departamento de Piura, al norte del Perú. En el 2017 tenía una población de 650 habitantes.